# Gilbert Fesselet
Gilbert Fesselet, né le 16 avril 1928, mort le 27 avril 2022 est un footballeur suisse évoluant au poste de défenseur.

## Carrière
Gilbert Fesselet évolue avec le FC La Chaux-de-Fonds de 1953 à 1957 puis avec le FC Lausanne Sport de 1957 à 1961. 
Il joue sept matches avec l'équipe de Suisse entre 1954 et 1959,. Fesselet fait partie de l'équipe suisse à la coupe du monde de 1954, mais il ne joue aucun match.